# Grand Cayman
Grand Cayman è la maggiore delle tre isole che compongono il territorio britannico d'oltremare delle Isole Cayman. Ha una superficie di 196 km² ed ospita la capitale George Town. Il territorio dell'isola comprende 6 dei 7 distretti caymaniani.

## Geografia
L'isola è pianeggiante, il punto più elevato raggiunge solo i 18 m s.l.m., in una riserva naturale nel nord dell'isola chiamata Mastic Trail.
Una delle caratteristiche dell'isola è la mancanza di acqua dolce, infatti non esistono laghi o torrenti e tutta l'acqua utilizzata dalla popolazione proviene da bacini o dalla desalinizzazione di quella marina. La mancanza di corsi d'acqua che sfociano nel mare è uno dei motivi che conferiscono alle acque dell'isola un'elevata trasparenza e chiarezza.
La parte orientale dell'isola è quella meno sviluppata dal punto di vista urbanistico.
La flora dell'isola è caratterizzata dalla presenza di una vasta foresta, all'interno della quale le specie caratteristiche sono la Sideroxylon foetidissimum e la Terminalia eriostachya.
La fauna, oltre alla presenza di molte specie di pesci, è caratterizzata dalle tartarughe verdi marine, dall'iguana blu e dalla cotorra.

## Demografia
Sull'isola di Grand Cayman vive circa il 95% della popolazione caymaniana.

### Distretti
- Bodden Town
- East End
- George Town
- North Side
- West Bay

## Economia

### Banche offshore
Ci sono poco meno di 600 banche e società fiduciarie a Grand Cayman, tra cui filiali di 43 delle 50 più grandi banche del mondo (al 2010). A causa di questa grande presenza finanziaria sull'isola, le banche, gli investimenti e le assicurazioni guidano l'economia di Grand Cayman.

### Turismo
Un'importante risorsa economica dell'isola è il turismo: oltre alla bellezza dei luoghi e delle acque è rinomata anche per essere una meta degli appassionati di immersioni. Una delle maggiori attrattive è la famosissima Seven Mile Beach, una spiaggia di fine sabbia bianca corallina situata nel lato occidentale dell'isola. Questa è la principale attrattiva di Grand Cayman, infatti la zona circostante è quella più massicciamente sfruttata in chiave turistica grazie alla presenza di numerosi alberghi di lusso. La spiaggia, già vittima dell'erosione (a discapito del nome la sua lunghezza attuale è di circa 5,5 miglia, ovvero poco meno di 9 km) è stata gravemente danneggiata dal passaggio dell'uragano Ivan nel 2004. L'uragano ha inoltre lesionato circa l'80% degli edifici e ha provocato la morte (diretta o per cause ad esso correlate) di 2 persone.

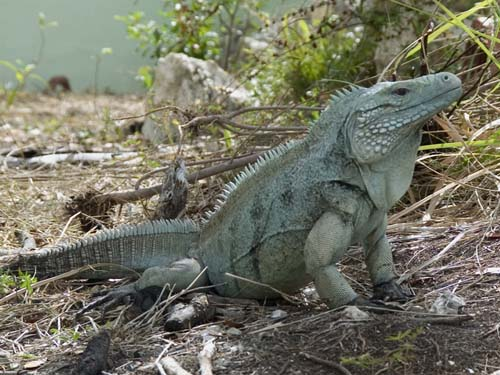
Esemplare di iguana blu delle Cayman

Nel distretto di Wast Bay è presente un allevamento di tartarughe marine, queste vengono allevate soprattutto per la loro carne, in modo tale da non mettere a rischio la popolazione di tartarughe che popola le acque della zona. Alcune delle tartarughe d'allevamento vengono anche liberate in mare per ripopolare le zone marine. L'allevamento è anche un'attrazione turistica poiché permette ai visitatori di ammirare rari esemplari di iguana e coccodrilli americani, altre due specie caratteristiche della fauna locale.

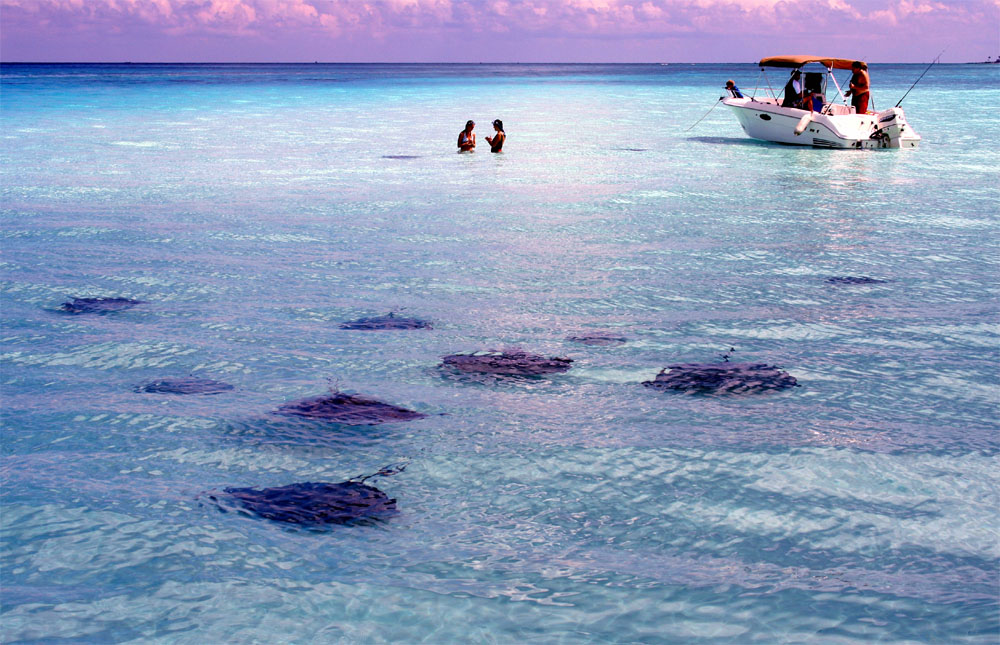
Stingray City

Un altro luogo di grande interesse è Stingray City (il termine stingray è utilizzato nella lingua inglese per indicare le razze della famiglia Dasyatidae), situata poco oltre la punta settentrionale di Grand Cayman. Si tratta di un insieme di banchi di sabbia dai quali si possono ammirare con grande facilità tutte le specie marine che popolano le acque dell'isola; in particolare i turisti sono attratti dalla possibilità di nuotare e interagire con le numerose razze che vivono in quel tratto di mare.
Nella parte meridionale, nel distretto di Bodden Town, sorge la casa storica di Pedro St. James (chiamata anche Pedro Castle), uno dei luoghi storici più importanti delle Cayman, proprio in questa luogo venne presa la decisione di formare per la prima volta un'assemblea legislativa ed è quindi considerata il luogo natale della democrazia nelle Isole Cayman. La struttura è inoltre l'edificio più antico esistente al giorno d'oggi sull'isola (risale al 1780) ed è uno dei segni caratteristici di Bodden Town, la prima capitale delle Cayman.
Al centro dell'isola passa la Mastic Trail, un sentiero che attraversa la foresta che ricopre l'intera isola.

## Trasporti
L'isola è raggiungibile grazie ad un aeroporto (Owen Roberts International Airport) servito dalle maggiori compagnie aeree nordamericane (Air Canada, American Airlines, Continental Airlines, Delta Air Lines, Northwest Airlines, US Airways), dalla British Airways e dalla Cayman Airways, la compagnia di bandiera.

Panorama della celebre Seven Mile Beach di Grand Cayman